# Žmerynský rajón
Žmerynský rajón (ukrajinsky Жмеринський район) je rajón ve Vinnycké oblasti na Ukrajině. Hlavním městem je Žmerynka a rajón má přibližně 159 tisíc obyvatel.

## Města v rajónu
- Bar
- Šarhorod
- Žmerynka